# Marija Schatalowa
Marija Jurijiwna Schatalowa (ukrainisch Марія Юріївна Шаталова, englisch Mariya Shatalova; * 1. März 1989 in Kertsch, Ukrainische SSR, Sowjetunion) ist eine ukrainische Hindernisläuferin.

## Sportliche Laufbahn
Erste internationale Erfahrungen sammelte Marija Schatalowa im Jahr 2008, als sie bei den Juniorenweltmeisterschaften in Bydgoszcz in 10:16,54 min den zehnten Platz im 3000-Meter-Hindernislauf belegte. 2011 gewann sie dann bei den U23-Europameisterschaften in Ostrava in 9:48,22 min die Bronzemedaille hinter der Türkin Gülcan Mıngır und Jana Sussmann aus Deutschland. Im Jahr darauf schied sie bei den Europameisterschaften in Helsinki mit 10:15,69 min in der Vorrunde aus und auch bei den Weltmeisterschaften 2015 in Peking schied sie mit 9:36,87 min in der ersten Runde aus. Anschließend belegte sie bei den Militärweltspielen im südkoreanischen Mungyeong in 9:51,26 min den vierten Platz im Hindernislauf und erreichte im 1500-Meter-Lauf in 4:15,21 min ebenfalls Rang vier. 2016 klassierte sie sich bei den Europameisterschaften in Amsterdam mit 9:38,17 min auf dem vierten Platz und qualifizierte sich damit für die Teilnahme an den Olympischen Spielen in Rio de Janeiro, bei denen sie trotz neuer Bestleistung von 9:30,89 min den Finaleinzug verpasste. 2017 schied sie bei den Weltmeisterschaften in London mit 9:54,21 min in der Vorrunde aus.
In den Jahren von 2014 bis 2016 sowie 2019 wurde Schatalowa ukrainische Meisterin im Hindernislauf im Freien und 2010 in der Halle. 2014 und 2016 wurde sie Hallenmeisterin über 1500 Meter und 2015 und 2016 siegte sie auch im 3000-Meter-Lauf.

## Bestleistungen
- 1500 Meter: 4:24,51 min, 15. Juni 2008 in Jalta
  - 1500 Meter (Halle): 4:18,8 min, 11. Februar 2017 in Kiew
- 3000 Meter: 9:23,45 min, 7. Juni 2017 in Luzk
  - 3000 Meter (Halle): 9:16,65 min, 13. Februar 2015 in Sumy
- 3000 m Hindernis: 9:30,89 min, 13. August 2016 in Rio de Janeiro
  - 3000 m Hindernis (Halle): 10:18,86 min, 20. Februar 2010 in Sumy